# Eugen Imhoff
Eugen Imhoff (* 30. November 1876 in Görwihl; † 2. Mai 1951 in Karlsruhe) war ein deutscher Verwaltungs- und Wohnungsbaujurist.

## Leben
Imhoff studierte Rechtswissenschaften an der Universität Heidelberg und wurde dort 1896 Mitglied des Corps Suevia Heidelberg. Nach den Examina wurde trat er in den badischen Verwaltungsdienst ein und stieg in der Kommunalverwaltung bis zum Oberamtmann auf. Danach Tätigkeit im badischen Landesdienst und Wechsel vom badischen Landesministerium für Arbeit in den Dienst des Deutschen Reiches als Abteilungsdirigent im Reichsministerium für Arbeit; in beiden Ministerien als Ministerialrat mit Fragen des Wohnungsbaus und Siedlungswesens befasst. 1930 wurde er Reichskommissar für Wohnungsbau. Am 22. September 1937 beantragte er die Aufnahme in die NSDAP und wurde rückwirkend zum 1. Mai desselben Jahres aufgenommen (Mitgliedsnummer 5.056.650). Seine erhoffte Beförderung zum Ministerialrat blieb jedoch aus und er war zuletzt von 1938 bis zur Amtsenthebung durch die Franzosen 1945 Präsident der Badischen Gebäudeversicherungsanstalt.